# Apeadeiro de Barqueiros
O apeadeiro de Barqueiros é uma interface da Linha do Douro, que serve a freguesia de Barqueiros, no Distrito de Vila Real, em Portugal.

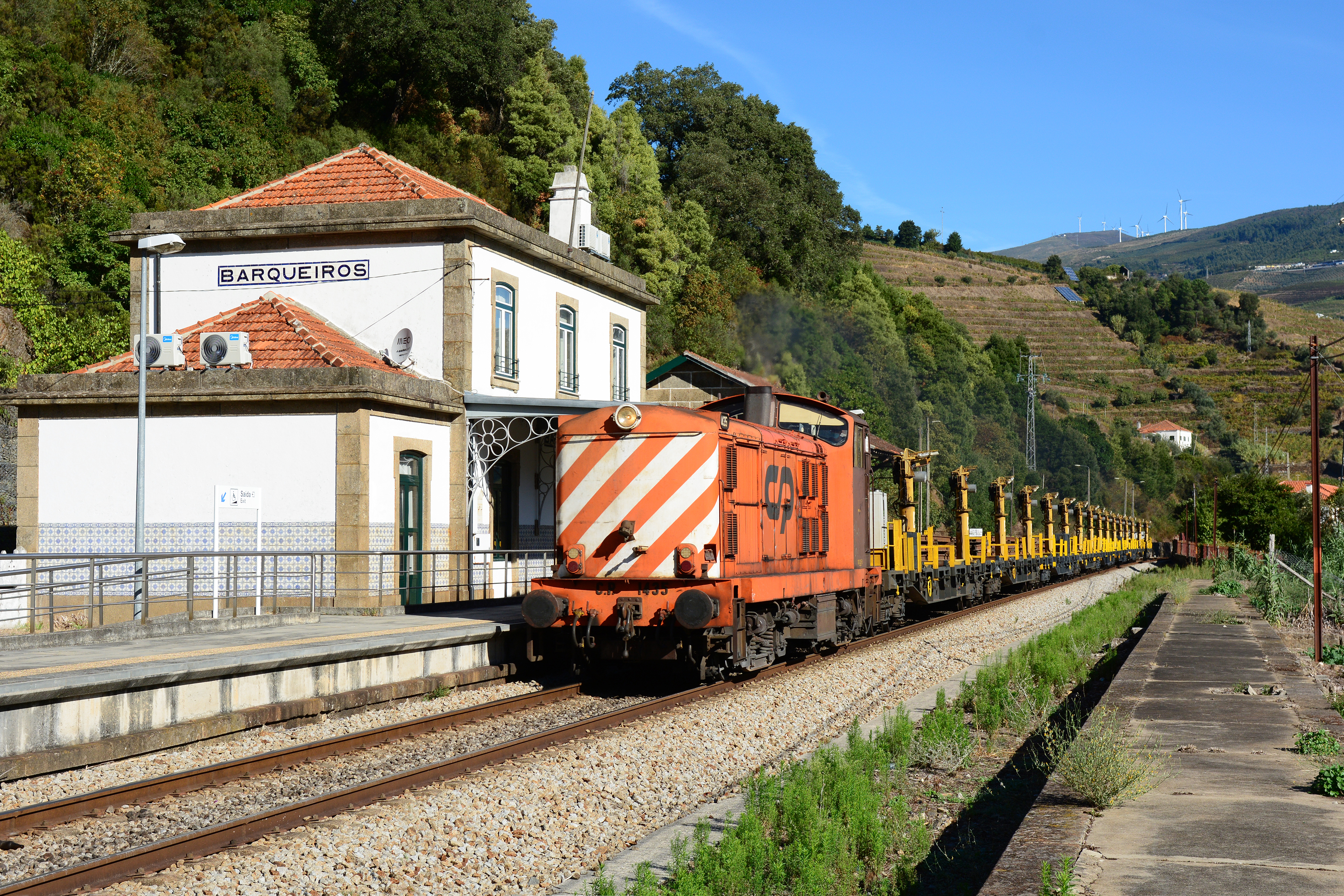
Apeadeiro de Barqueiros, em 2021.

## Descrição

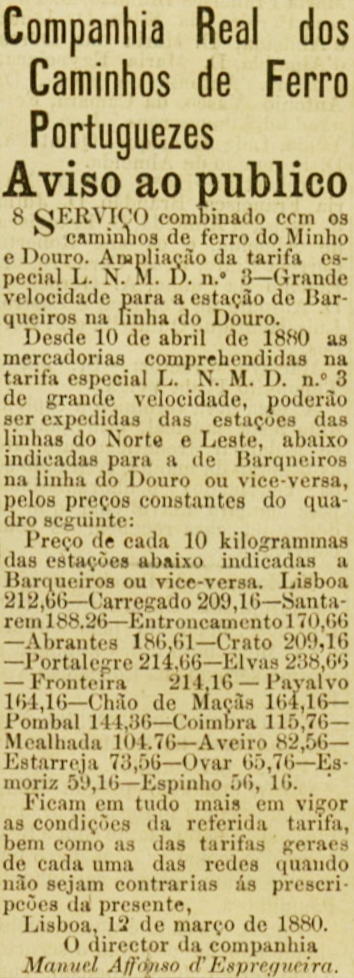
Aviso de 1880 sobre a estação de Barqueiros.

### Localização e acessos
Esta interface situa-se na margem direita do Rio Douro, distando o centro da localidade nominal (J.F.) pouco menos de dois quilómetros, mormente via EM108-1.

### Infraestrutura
Como apeadeiro numa linha de via única, esta interface tem uma só plataforma, que tem 126 m de comprimento e 80 cm de altura, e se situa do lado poente da via (lado esquerdo do sentido ascendente, para Barca d’Alva).

### Serviços
Os únicos serviços a utilizar esta interface são os Comboios Regionais, assegurados pela operadora Comboios de Portugal.

## História
Este apeadeiro situa-se no troço da Linha do Douro entre Juncal e Régua, que abriu à exploração em 15 de Julho de 1879. No entanto, em Abril de 1903 ainda não possuía qualquer ligação rodoviária, embora já tivesse sido planeado um ramal da Estrada Real n.º 27 para este apeadeiro. Em Outubro do mesmo ano, o estado destinou os fundos necessários para a construção de um caminho entre esta interface e um cais no Rio Douro. Em 1988 esta interface tinha ainda categoria de estação, tendo sido despromovida à de apeadeiro antes de 2011.

Em Julho de 2009, várias pessoas foram apanhadas em flagrante delito enquanto estavam a roubar carris do estaleiro, junto ao apeadeiro.